# Assevillers
Assevillers é uma comuna francesa na região administrativa de Altos da França, no departamento de Somme. Estende-se por uma área de 5,47 km². Em 2010 a comuna tinha 303 habitantes (densidade: 55,4 hab./km²).